# Università Vita-Salute San Raffaele
L'Università Vita-Salute San Raffaele (spesso abbreviata in UniSR) è un ateneo privato italiano con sede a Milano fondato nel 1996 all'interno dell'Opera San Raffaele da don Luigi Maria Verzé, che ne è stato rettore fino alla morte, nel 2011.
L'Università è affiliata con l'Ospedale San Raffaele di Milano, che dal 2012 è entrato a far parte del Gruppo Ospedaliero San Donato.
Nella Classifica Censis delle Università italiane, l’Università Vita-Salute San Raffaele si è attestata spesso sul podio nei ranking delle classi di laurea. In particolare, l'Università dirige la vetta della classifica delle lauree magistrali a ciclo unico con i corsi di Medicina e Chirurgia e Odontoiatria e Protesi dentaria, mentre la Facoltà di Filosofia primeggia nel settore delle discipline letterario-umanistiche sia per le lauree triennali sia per quelle magistrali.

## Storia
Il 29 marzo 1996 don Verzé proclama l'apertura della Università Vita-Salute San Raffaele, con l'attivazione della facoltà di psicologia, alla quale segue, nel 1998, quella di medicina e chirurgia. Nel 2001 dalla trasformazione dei già esistenti "Diplomi universitari" nascono i corsi di laurea di primo livello in infermieristica e in fisioterapia.
Nel 2002 prendono avvio la scuola post-universitaria San Raffaele e viene inaugurata la facoltà di filosofia.
Una convenzione con il Comune di Cesano Maderno consente di tenere le lezioni nel seicentesco Palazzo Arese Borromeo.
Nel 2005 nascono i corsi di laurea in scienze della comunicazione, in igiene dentale e laurea specialistica in filosofia della mente, della persona, della città e della storia, nel 2009 la facoltà di filosofia è trasferita dal Palazzo Arese Borromeo di Cesano Maderno alla sede centrale di via Olgettina presso il Dibit2.
Nel 2011 nasce il corso di laurea magistrale a ciclo unico in odontoiatria e protesi dentaria.
Nel 2011, di fronte all'avanzare della crisi dell'Ospedale San Raffaele (Fondazione Centro San Raffaele del Monte Tabor), il CdA dell'Università ottiene di cambiare il proprio statuto, per porsi sotto il completo controllo dell'Associazione Monte Tabor, emanazione diretta di don Verzé e dei suoi fedelissimi "Sigilli" Scelta questa che è stata criticata come mossa di "arrocco", ma difesa dalla dirigenza in riferimento all'ottica con cui l'Università è stata fondata: quella di essere "uno strumento forte per la personalizzazione della dottrina del San Raffaele", e per questo in mano a chi quella dottrina l'ha ispirata e diffusa.
Mentre nel 2012 l'Ospedale San Raffaele viene acquistato dal gruppo Rotelli a salvataggio dei debiti accumulati negli anni precedenti, l'Università Vita-Salute San Raffaele, legalmente separata dalla ex fondazione ospedaliera, rimane conseguentemente secondo statuto sotto il controllo dell'Associazione Monte Tabor, cui faceva capo don Verzé, e di cui sono tuttora membri i suoi seguaci, i "Sigilli" - in particolare, Raffaella Voltolini, presidente e direttore generale dell'Università, e Gianna Zoppei, presidente dell'Associazione Monte Tabor.
Il 14 dicembre 2012, però, Giuseppe Rotelli, insoddisfatto della dicotomia ospedale-università in seno al San Raffaele, e di fronte al rifiuto opposto dalla dirigenza dell'Università Vita-Salute alla sua richiesta di avere la maggioranza nel CdA universitario, annuncia che, alla scadenza della convenzione ospedale-università (febbraio 2014), verrà stretta una convenzione con un ateneo controllato direttamente dal suo gruppo, di nuova fondazione, denominato "Libera Università San Raffaele": a scongiurare questa prospettiva, nel gennaio 2013, il consiglio di amministrazione dell'università avvia una trattativa con la dirigenza ospedaliera per il rinnovo della convenzione.
La proposta principale cui porta la trattativa è quella del ministro dell'Istruzione, Francesco Profumo, di offrire pari rappresentanza (quattro membri a testa in seno al CdA) all'Associazione Monte Tabor e all'ospedale San Raffaele. Questa proposta viene accettata in pieno dall'ospedale, mentre il CdA attuale dell'università il 14 febbraio 2013 la accoglie parzialmente, vedendo problematica l'integrazione del lodo ministeriale con i requisiti statutari di due membri nominati dal senato accademico. A questa accettazione parziale, rigettata dall'ospedale, segue una fase di stallo, in cui gli studenti dell'università manifestano occupando il rettorato e chiedendo con forza un accordo.
Il 12 marzo, l'amministrazione ospedaliera comunica l'intenzione di non rinnovare la convenzione con l'università: pone così il CdA universitario nella responsabilità di decidere se accettare la mediazione ministeriale, sostenendo la continuità nei rapporti con l'ospedale, o rifiutare, dando così probabilmente spazio all'apertura in seno al San Raffaele della libera università.
In seguito alla mediazione del nuovo ministro Carrozza si è raggiunto infine un accordo che prevede l'istituzione di un nuovo cda, composto da un pari numero di consiglieri nominati dalla fondazione Sigilli (ex Monte Tabor) e della dirigenza di OSR, con un presidente di garanzia concordato dalle due parti nella persona di Roberto Mazzotta. Nell'ottica del rinnovamento della dirigenza è stato eletto (e non nominato dalla Fondazione Sigilli, per la prima volta nella storia dell'Università) come magnifico rettore un rappresentante del corpo docente, nella persona di Alessandro Del Maschio.

## Struttura
L'università è organizzata nelle seguenti facoltà:
- Filosofia
- Medicina e chirurgia
- Psicologia

La facoltà di medicina e chirurgia collabora con l'IRCCS Ospedale San Raffaele e con gli IRCCS e le cliniche del Gruppo San Donato: è presso queste strutture che gli studenti svolgono il loro tirocinio formativo.

## Ricerca
Dal 2001 l'ospedale San Raffaele è stato riconosciuto dal Ministero della Salute come ”Istituto di Ricovero e Cura a Carattere Scientifico” per la specialità di medicina molecolare. Di fatto, è uno dei 3 IRCCS compresi nel GSD, insieme al policlinico San Donato e all'istituto ortopedico Galeazzi. Dal 2015, il presidente dell'IRCCS è il professor Gabriele Pelissero. 
La classifica The World University Rankings pone il San Raffaele tra il 201º e il 250º tra le migliori università al mondo nell'anno 2025 con un’ottima valutazione soprattutto per la ricerca, area in cui UniSR tocca la punta massima di 99.00 punti in totale, distanziandosi in modo sensibile dalla media dei risultati conseguiti dagli altri atenei e attestando la propria leadership.
Inoltre, nel 2022, in base alla classifica QS World Ranking, l’Ateneo si classifica primo, tra i 42 atenei italiani classificati, per numero di Citazioni per Facoltà (Citations per Faculty). Una misura universalmente riconosciuta dell’importanza e del volume della Ricerca, che esprime il numero medio di citazioni ottenute dall’università, utilizzando il database di pubblicazioni scientifiche Scopus.

## Sedi
L'Università Vita-Salute San Raffaele ha la propria sede principale nel campus in via Olgettina 58, presso l'Ospedale San Raffaele, dove sono presenti una mensa e una biblioteca afferente alla facoltà di medicina e chirurgia. Vi è inoltre anche una sede in via Stamira d'Ancona 20 dove sono collocate alcune aule e una mensa.
Nel 2021, per ovviare alle misure di distanziamento introdotte a causa del COVID-19, sono state aperte nuove aule presso il centro direzionale di Milano 2, nel comune di Segrate ma a pochi passi dalla sede centrale.
Nel 2023, a seguito dell'aumento di posti disponibili per il corso di Medicina e chirurgia, è stata annunciata l’apertura di un nuovo campus presso il comune di Sesto San Giovanni, ma ancora non si hanno notizie precise in merito.

## Rettori
- Luigi Maria Verzé (1996 - 2011)
- Alessandro Del Maschio[15] (2013-2018)
- Enrico Gherlone[16][17] (dal 2018)